# Кременище
Кремени́ще — село в Україні, у Обухівському районі Київської області. Входить до складу Феодосіївської сільської громади.
Населення становить 375 осіб. До 2020 року орган місцевого самоврядування — Хотівська сільська рада.

## Пам'ятки
- Змієві вали скіфських часів.

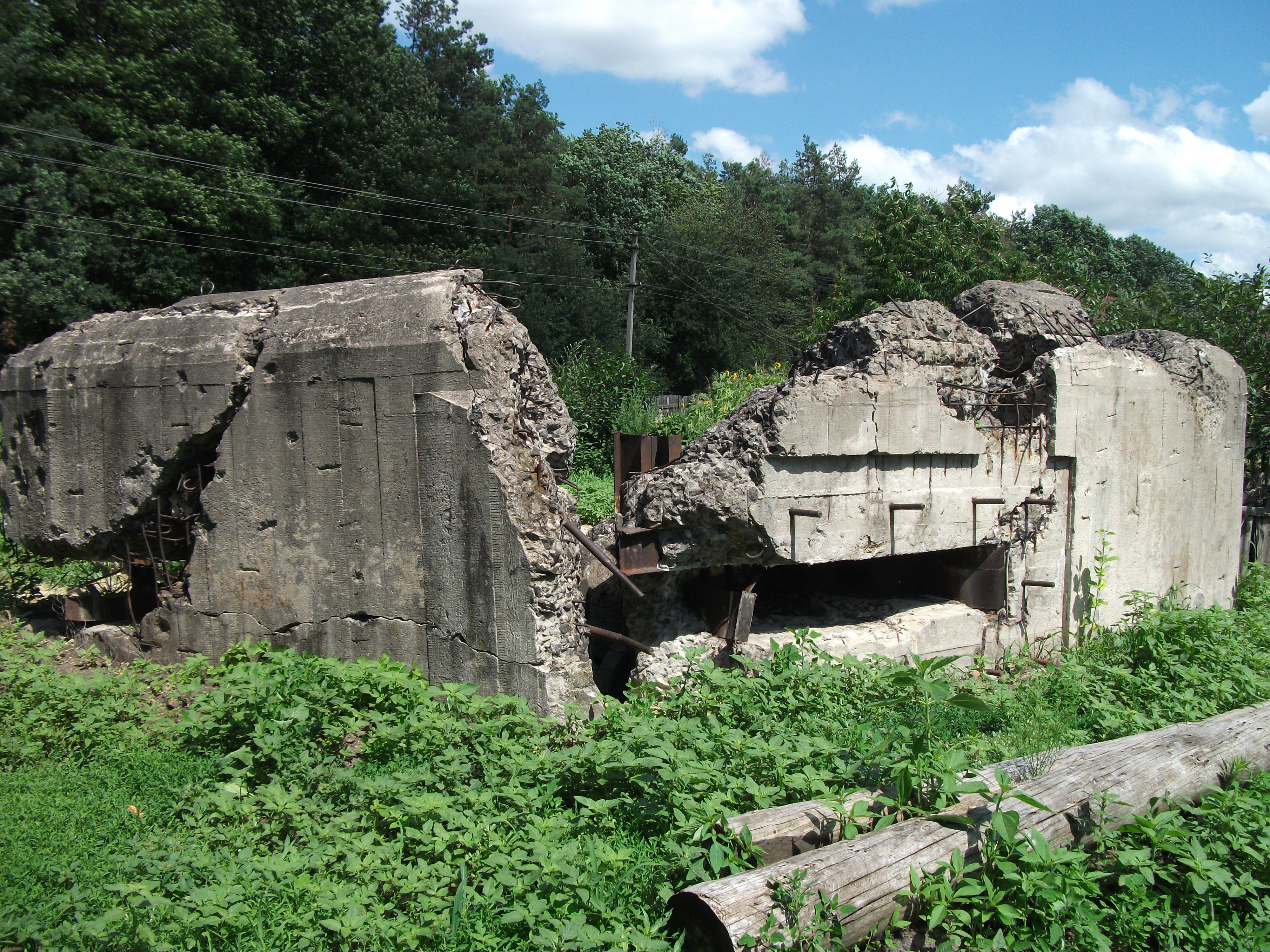
Зруйнований дот № 133

- Рештки 2 поселень (VII-VI століття до н.е. в місці впадіння глибокої балки в долину річки Віти, займає північно-західний схил).
- Рештки фортифікаційних споруд Київського укріпленого району часів Другої світової війни.
- Пам'ятник захисникам ДОТ № 131 Київського укріпрайону. Захисники ДОТ (командир доту — лейтенант Якунін В. П.) загинули при обороні Києва в серпні 1941 р. За даними дослідників гарнізон ДОТ знищено німецькою штурмовою групою за допомоги вибухівки та піхотних вогнеметів. Останки воїнів поховано в братській могилі в центрі села. Знаходиться на околиці с. Кременище (виїзд в бік с. Лісники)[2].